# ガイ・ヘンリー・ファジェット
ガイ・ヘンリィ・ファジェット (Guy Henry Faget, 1891年 - 1947年) は、アメリカの医師。世界で初めてハンセン病の薬・プロミンの有効性を発見し (1943年)、サルファ剤合成品の開発など、医学に革命的貢献をした。

## 名前の発音
ファジェットの発音以外にフランス語流にファジェと記載した文献もあるが、ここではファジェットと記載する。

## 生涯
22歳より、米国公衆衛生の医師として活躍。1940年に海軍のハンセン病療養所カーヴィルの病院長。結核の薬で副作用が多く人間には使用されていなかったsulfanilamide、prominを研究し、前者では少々有効性があったが、まだ使用不可のという成績であったが(1942)、後者では明瞭な有効性を認め発表した。(1943)その後いくつかの薬を検討している。1946年リオデジャネイロで開かれた汎アメリカらい会議でスルフォン剤の顕著な効果を発表。1947年7月17日、心臓病を患ったが、直接的には新しい職場の開いた窓の下で死亡しているのを発見された。死後1958年の東京の第7回国際らい学会、1994年のカーヴィルの100年祭で顕彰されている。

## Sulfanilamideの有効性
1942年に発表した論文である。20例のうち6例有効、2例も有効であったが、これは改善中の患者であった。1例は不変。10例は進行（無効）、1例は別の病気で死亡。しかし副作用が強く、らい腫型にも斑紋型にも使えないと言明している。

## らいのpromin治療
原著によると、副作用を慎重に検討し、尿と血液を頻繁に検査すれば使用可能と断定している。22例中有効15例（68%),不変6例（27%),悪化1例(5%),菌陰性化5例(23%)。印象深い改善前後の写真を掲載している。最初に使われたのは1941年3月10日、彼のゴーサインで、フランク、マクリアリー医師が6人の被験者希望者にプロミンを注射した。ゆっくりながら劇的な効果が現れた。
- 原著の表1を示す。

| Type                             | Number | Improved | Stationary | Worse | Bacteriologic reversion from positive to negative |
| -------------------------------- | ------ | -------- | ---------- | ----- | ------------------------------------------------- |
| Mixed, far advanced              | 6      | 3        | 2          | 1     | 1                                                 |
| Mixed, moderately advanced       | 5      | 4        | 1          | o     | 1                                                 |
| Lepromatous, far advanced        | 1      | 1        | 0          | 0     | 0                                                 |
| Lepromatous, moderately advanced | 9      | 6        | 3          | 0     | 3                                                 |
| Neural,moderately advanced       | 1      | 1        | 0          | 0     | 0                                                 |
| Total                            | 22     | 15       | 6          | 1     | 5                                                 |

## 他の業績
- 米国における癩　1942年5月米国医学図書館学会における招請講演の記録であるが、当時の状況、入院の方法、カーヴィル療養所の状況など写真をいれて詳しく報告している。当時の入所者数は1371名でうちアメリカ生まれは967名、外国生まれが404名。その他米本国に1000名は患者がいるようだ。国の法律よりルイジアナ、テキサス、フロリダの州法が優先し、医師が診断したら、別の機関が療養所入所を決定するという当時の隔離政策を述べている。[7]
- エッセイ『勇気　Courage』は1941年のクリスマスのThe Star誌に掲載された患者に向かってのメッセージであり、時期を考えるとPromin試用参加の説得のためのメッセージである。名文であったので同じ雑誌の別の年(1983)に再録されている。[8]
- 前述の2編の論文以外の論文（日本皮膚科全書による）
  - Faget GH, Johansen, FA: The diphtheria toxoid treatment of leprosy. Int J Lepr 10,68,1942.
  - Faget GH, Pogge RC: Pooled blood plasma transfusion in the treatment of leprosy. Int J Lepr 11,32,1943.
  - Faget GH, Pogge RC: Penicillin used unsuccessfully in treatment of leprosy. Int J Lepr 12,7,1944.
  - Faget GH, Pogge RC, Johansen FA: Promizole in the treatment of leprosy. Pub Health Rep 61,957,1946.
  - Faget GH, Pogge RC, Johansen FA:Present status of Diasone. Pub Health Rep 61,960,1946.
  - Faget GH, Pogge RC, Johansen FA,Fite GL, Prejean BM, Gemar F: Present status of promin treatment in leprosy. Int J Lepr 14,30,1946.
  - Faget GH, Erickson PT: Use of streptomycin in the treatment of leprosy. Int J Lepr 15,146,1947.
  - Faget GH:Chemotherapy of leprosy. Int J Lepr 15,7,1947.
  - Faget GH, Erickson PT: Chemotherapy of leprosy. JAMA 136,451,1948.

## 文献
- 『日本皮膚科全書』第9巻 第1冊 癩.（ファジェットの写真もある。）
- ベティ・マーチン：『カーヴィルの奇蹟』 文藝春秋新社 1951.
- スタンレー・スタイン：『もはや一人ではない』　明石書店, 2009, ISBN 978-4-7503-2547-7.
- 『ハンセン病治療に革命をもたらしたファジェット博士』 菊池一郎 皮膚科の臨床,9(11),1351-1353,2007.

## 風貌や意見
- 友人たちによるとファジェット医師は小柄で、長年医務長を勤めたジョハンセン医師と並ぶと余計に小さく見えた。3本の金線が入った肩章は何サイズも大きすぎに見えた。眼鏡をかけ、歯ブラシに似た小ぶりの口ひげを生やし、雄のちゃぼが身構えているようだ。[9]
- 彼はスター誌の編集長、スタンレー・スタインの意見に賛成して、「リーパー（癩(らい)者）という言葉を使うのは［侮蔑的ニュアンスがあるため］不当である、結核の肺病やみという言葉にたいして行なわれたような、教育的なキャンペーンが必要である」と提案した。[10]